# موزه تاریخ ایالت تگزاس

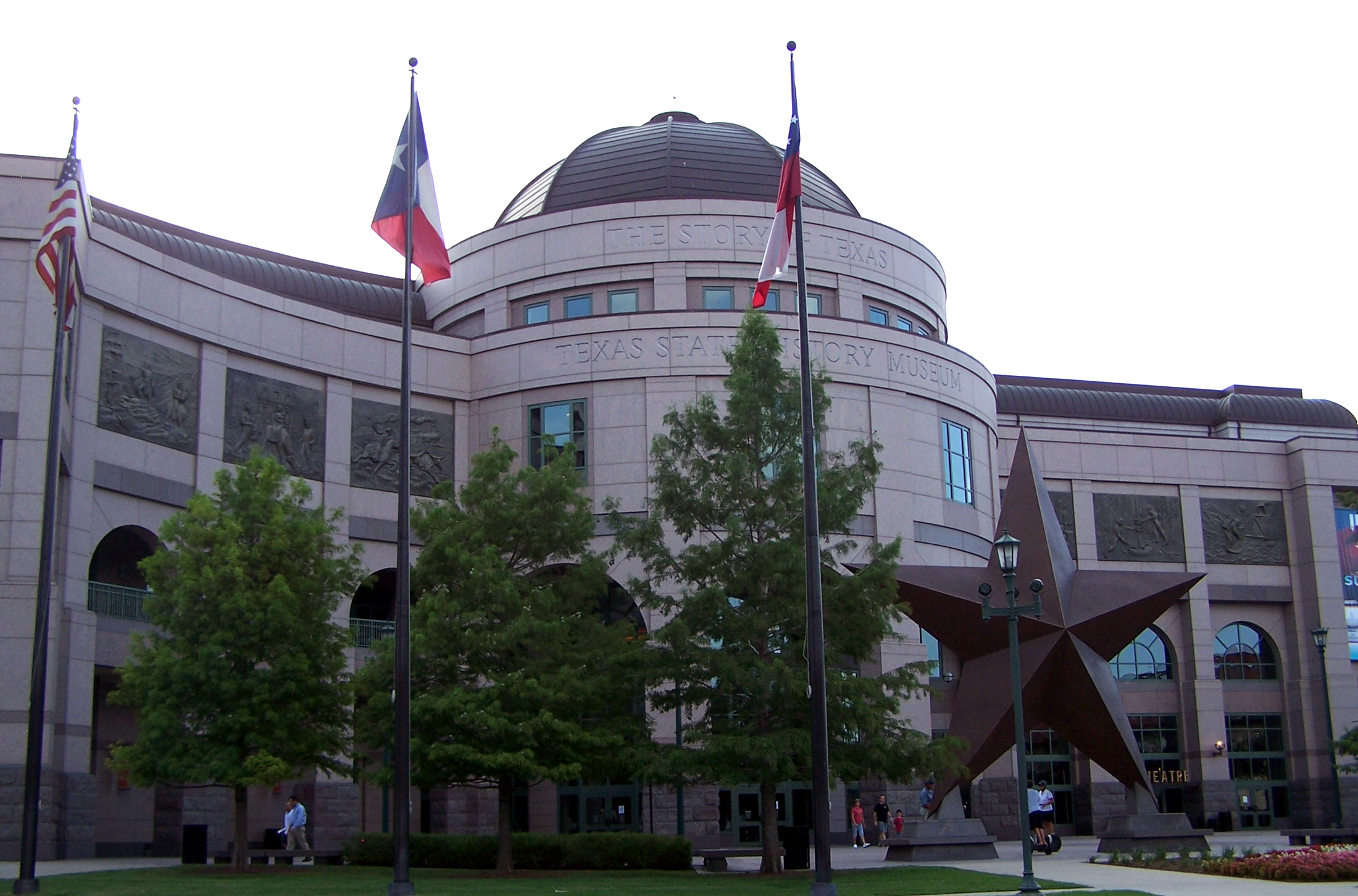

موزه تاریخ ایالت تگزاس (به انگلیسی: Bob Bullock Texas State History Museum) یک موزه در شهر آستین در تگزاس است.